# 黑伦-苏尔茨巴赫
黑伦-苏尔茨巴赫是德国莱茵兰-普法尔茨州的一个市镇。总面积2.92平方公里，总人口149人，其中男性77人，女性72人（2011年12月31日），人口密度51人/平方公里。